# Fernando Vadillo
Fernando Vadillo es un deportista español que compitió en taekwondo. Ganó una medalla de plata en el Campeonato Europeo de Taekwondo de 1976 en la categoría de –53 kg.

## Palmarés internacional
| Campeonato Europeo | Campeonato Europeo | Campeonato Europeo | Campeonato Europeo |
| Año                | Lugar              | Medalla            | Categoría          |
| ------------------ | ------------------ | ------------------ | ------------------ |
| 1976               | Barcelona (España) | Medalla de plata   | –53 kg             |